# Morven (Georgia)
Morven è un comune degli Stati Uniti d'America, situato nello Stato della Georgia, nella contea di Brooks.